# Anne Tyler
Pour les articles homonymes, voir Tyler.
Œuvres principales
- Le Voyageur malgré lui
- Leçons de conduite

Anne Tyler, née le 25 octobre 1941 à Minneapolis, dans le Minnesota, est une femme de lettres américaine.

## Biographie
Elle est l'aînée d'une famille de quatre enfants dont les parents sont des quakers pacifistes qui déménagent fréquemment avant de s'installer dans une communauté isolée de Raleigh en Caroline du Nord.
À l'âge de 16 ans, elle décroche une bourse d'études pour s'inscrire à l'Université Duke. Pendant ses années universitaires, elle s'intéresse à la peinture, aux arts visuels, au théâtre et suit des cours de littérature russe jusqu'à l'obtention de son diplôme en 1961. Elle poursuit son cheminement à l'université Columbia en études slaves, ce qui l'oblige à s'installer à New York, ville où elle ne se sent pas à l'aise. Après un an, elle abandonne sa maîtrise et retourne à Durham en Caroline du Nord pour y travailler un temps comme bibliothécaire à l'université Duke.
En 1963, elle épouse Taghi Modarressi (mort en 1997), écrivain de langue persane et psychiatre pour enfants d'origine iranienne avec qui elle a deux filles et entame sa carrière d'écrivain en publiant des nouvelles, puis de If Morning Ever Comes (1964), son premier roman, suivi de The Tin Can Tree (1965). Pendant cette période, elle déménage avec sa famille à Montréal, au Canada. Pour élever ses enfants, elle délaisse le roman, mais continue de publier des nouvelles, outre des critiques littéraires et des articles, pour The New Yorker, The Saturday Evening Post, Redbook, McCall's (en) et Harper's Magazine. Malgré la qualité de ses nouvelles, elle s'est toujours refusée à les réunir en recueils.
En 1965, elle rentre aux États-Unis avec sa famille et s'installe à Baltimore où son mari décroche un poste à la faculté de médecine de l'université du Maryland.
Elle revient au roman à partir de 1970. Elle est lauréate du National Book Critics Circle Award en 1985 pour son roman Le Voyageur malgré lui (The Accidental Tourist) et du Prix Pulitzer de la fiction en 1989 pour son roman Leçons de conduite (Breathing Lessons). Attachés à la description de l'Américain moyen et abordant souvent les détails qui vont chavirer les relations familiales ou amoureuses, de même que le thème de l'absence et du deuil, ses romans évoquent à la fois John Updike, Eudora Welty et même Jane Austen.
En janvier 2012, elle reçoit le Sunday Times Award for Literary Excellence.
La romancière réside encore aujourd'hui à Baltimore, ville qui sert de cadre à la plupart de ses récits.

## Œuvre

### Romans
- If Morning Ever Comes (1964)
- The Tin Can Tree (1965)
- A Slipping-Down Life (1970)
- The Clock Winder (1972)
- Celestial Navigation (1974) Publié en français sous le titre En suivant les étoiles, traduit par Sabine Porte, Paris, Calmann-Lévy, 1997  (ISBN 2-7021-2804-1) ; réédition, Paris, LGF, coll. « Le Livre de poche » no 14723, 1999  (ISBN 2-253-14723-0) ; réédition, Paris, Stock, coll. « La Cosmopolite », 2013  (ISBN 978-2-234-06328-0)
- Searching for Caleb (1975) Publié en français sous le titre À la recherche de Caleb, traduit par Béatrice Gartenberg, Paris, Stock, coll. « Nouveau cabinet cosmopolite », 1981  (ISBN 2-234-01403-4) ; réédition, Paris, Stock, coll. « La Cosmopolite », 2010  (ISBN 978-2-234-06101-9)
- Earthly Possessions (1977) Publié en français sous le titre Toujours partir, traduit par Robert Fouques-Duparc, Paris, Stock, 1979 (BNF 37527045) ; réédition, Paris, Stock, coll. « Bibliothèque cosmopolite », 1994  (ISBN 2-234-04293-3) ; réédition, Paris, Stock, coll. « La Cosmopolite », 2003  (ISBN 2-234-05613-6)
- Morgan's Passing (1980) Publié en français sous le titre Morgan l'insaisissable, traduit par Béatrice Gartenberg, Paris, Stock, coll. « Nouveau cabinet cosmopolite », 1982  (ISBN 2-234-01527-8)
- Dinner at the Homesick Restaurant (1982) Publié en français sous le titre Le Déjeuner de la nostalgie, traduit par Michel Courtois-Fourcy, Paris, Stock, coll. « Nouveau cabinet cosmopolite », 1983  (ISBN 2-234-01646-0) ; réédition, Paris, Stock, coll. « La Cosmopolite », 2009  (ISBN 978-2-234-06100-2)
- The Accidental Tourist (1985) - National Book Critics Circle Award Publié en français sous le titre Le Voyageur malgré lui, traduit par Michel Courtois-Fourcy, Paris, Stock, coll. « Nouveau cabinet cosmopolite », 1987  (ISBN 2-234-02012-3) ; réédition sous le titre Voyageur malgré lui, Paris, Presses-Pocket, no 3359, 1989  (ISBN 2-266-03052-3) ; réédition sous le titre Le Voyageur malgré lui, Paris, Stock, coll. « La Cosmopolite », 2008  (ISBN 978-2-234-06099-9)
- Breathing Lessons (1988) - Prix Pulitzer de la fiction Publié en français sous le titre Leçons de conduite, traduit par Juliette Hoffenberg, Paris, Calmann-Lévy, 1994  (ISBN 2-7021-2359-7) ; réédition, Paris, LGF, coll. « Le Livre de poche » no 14355, 1997  (ISBN 2-253-14355-3) ; réédition, Paris, Stock, coll. « La Cosmopolite », 2011  (ISBN 978-2-234-06330-3) ; réédition, Paris, 10/18, coll. « Littérature étrangère » no 5227, 2017  (ISBN 978-2-264-06635-0)
- Saint Maybe (1991) Publié en français sous le titre Saint Lendemain, traduit par Corine Derblum, Paris, Calmann-Lévy, 1993  (ISBN 2-7021-2185-3) ; réédition, Paris, Pocket, no 3630, 1994 (BNF 35743057)
- Ladder of Years (1995) Publié en français sous le titre Une autre femme, traduit par Sabine Porte, Paris, Calmann-Lévy, 1996  (ISBN 2-7021-2545-X) ; réédition, Paris, LGF, coll. « Le Livre de poche » no 14198, 1997  (ISBN 2-253-14198-4) ; réédition, Paris, Stock, coll. « La Cosmopolite », 2012  (ISBN 978-2-234-06329-7) ; réédition, Paris, 10/18, coll. « Littérature étrangère » no 5098, 2016  (ISBN 978-2-264-06636-7)
- A Patchwork Planet (1998) Publié en français sous le titre Et la vie va presque droit, traduit par Sabine Porte, Paris, Calmann-Lévy, 1998  (ISBN 2-7021-2943-9) ; réédition, Paris, LGF, coll. « Le Livre de poche » no 15183, 2001  (ISBN 2-253-15183-1)
- Back When We Were Grownups (2001) Publié en français sous le titre Quand nous étions grands, traduit par Sabine Porte, Paris, Calmann-Lévy, 2002  (ISBN 2-7021-3295-2) ; réédition, Paris, LGF, coll. « Le Livre de poche » no 30056, 2004  (ISBN 2-253-07261-3)
- The Amateur Marriage (2004) Publié en français sous le titre Un mariage amateur, traduit par Marie Boudewyn, Paris, Calmann-Lévy, 2005  (ISBN 2-7021-3572-2) ; réédition, Paris, J'ai lu, coll. « Grands romans » no 8387, 2007  (ISBN 978-2-290-35498-8)
- Digging to America (2006) Publié en français sous le titre Les Petites Filles du soleil, traduit par Marie Boudewyn, Paris, Calmann-Lévy, 2007  (ISBN 978-2-7021-3795-6) ; réédition, Paris, J'ai lu, coll. « Grands romans » no 8819, 2008  (ISBN 978-2-290-00918-5)
- Noah's Compass (2010) Publié en français sous le titre Le Compas de Noé, traduit par Stéphanie Levet, Paris, Stock, 2010  (ISBN 978-2-234-06331-0)
- The Beginner's Goodbye (2012) Publié en français sous le titre Les Adieux pour débutant, traduit par Sylvie Schneiter, Paris, Stock, 2013  (ISBN 978-2-234-07408-8) ; réédition, Paris, 10/18, coll. « Littérature étrangère » no 5068, 2016  (ISBN 978-2-264-06634-3)
- A Spool of Blue Thread (2015) Publié en français sous le titre Une bobine de fil bleu, traduit par Cyrielle Ayakatsikas, Paris, Phébus, coll. « Littérature étrangère », 2017  (ISBN 978-2-7529-1056-1) ; réédition, Paris, 10/18, coll. « Littérature étrangère » no 5287, 2018  (ISBN 978-2-264-07171-2)
- Vinegar Girl (2016) Publié en français sous le titre Vinegar Girl, traduit par Cyrielle Ayakatsikas, Paris, Phébus, coll. « Littérature étrangère », 2018  (ISBN 978-2-7529-1142-1) ; réédition, Paris, 10/18, coll. « Littérature étrangère » no 5436, 2019  (ISBN 978-2-264-07422-5)
- Clock Dance (2018) Publié en français sous le titre La Danse du temps, traduit par Cyrielle Ayakatsikas, Paris, Phébus, coll. « Littérature étrangère », 2019  (ISBN 978-2-7529-1167-4) ; réédition, Paris, 10/18, coll. « Littérature étrangère » no 5533, 2020  (ISBN 978-2-264-07612-0)
- Redhead by the Side of the Road (2020) Publié en français sous le titre Un Garçon sur le pas de la porte, traduit par Cyrielle Ayakatsikas, Paris, Phébus, coll. « Littérature étrangère », 2020  (ISBN 978-2752912213)
- French braid (2022)  Publié en français sous le titre Nos tendres cruautés , traduit par Cyrielle Ayakatsilas, Paris, Phébus, coll. « Littérature étrangère » 2022  (ISBN 9782752912671)

### Littérature d'enfance et de jeunesse
- Tumble Tower (1993)
- Timothy Tugbottom Says No! (2005)

### Nouvelles
- A Street of Bugles (1963)
- Dry Water (1964)
- I'm Not Going to Ask You Again (1965)
- As the Earth Gets Old (1966)
- The Genuine Fur Eyelashes (1967)
- The Tea-Machine (1967)
- The Feather Behind the Rock (1967)
- Who Would Want a Little Boy? (1968)
- The Common Courtesies (1968)
- With All Flags Flying (1971)
- Spending (1973)
- The Base-Metal Egg (1973)
- Neutral Ground (1974)
- Half-Truths and Semi-Miracles (1974)
- A Knack for Languages (1975)
- The Artificial Family (1975)
- The Geologist's Maid (1975)
- Some Sign That I Ever Made You Happy (1975)
- Your Place Is Empty (1976)
- Holding Things Together (1977)
- Average Waves in Unprotected Waters (1977)
- Foot-Footing On (1977)
- Uncle Ahmad (1977)
- The Country Cook (1982)
- Teenage Wasteland (1983)

## Distinctions
- 1980 : Prix Janet Heidinger Kafka pour l'ouvrage Morgan’s Passing[2]